# Iulian Mihu
Iulian Mihu (n. 30 noiembrie 1926, București, România – d. 20 iunie 1999, București, România) a fost un regizor de film român.

## Filmografie

### Regizor
- "La mere" (1953)
- "Jocurile copilăriei" (1955)
- Viața nu iartă (1959) - în colaborare cu Manole Marcus
- "Poveste sentimentală" (1961), după Horia Lovinescu, cu Irina Petrescu și Emil Botta
- "Procesul alb" (1965)
- "Neînfricații" (1969) - serial TV
- Felix și Otilia (1972), după romanul Enigma Otiliei al lui George Călinescu
- Nu filmăm să ne-amuzăm (1975)
- "Alexandra și infernul" (1975)
- Marele singuratic (1977), după romanul omonim al lui Marin Preda
- "Femeia la volan" (1979)
- Lumina palidă a durerii (1980), după câteva nuvele-povestiri de George Macovescu
- "Omul și umbra" (1981) cu Gheorghe Cozorici
- Comoara (1983)
- Surorile (1984)
- Anotimpul iubirii (1987)
- Muzica e viața mea (1988)
- "Băiatul cu o singură bretea" (1991)
- "Dublu extaz" (1997)

### Scenarist
- Viața nu iartă (1959) - în colaborare cu Manole Marcus (după nuvela „Moartea tânărului cu termen redus” a lui Alexandru Sahia)
- Surorile (1984) - în colaborare cu Horia Pătrașcu
- Anotimpul iubirii (1987) - în colaborare cu Mihai Istrățescu